# 浙江大学生物医学工程与仪器科学学院

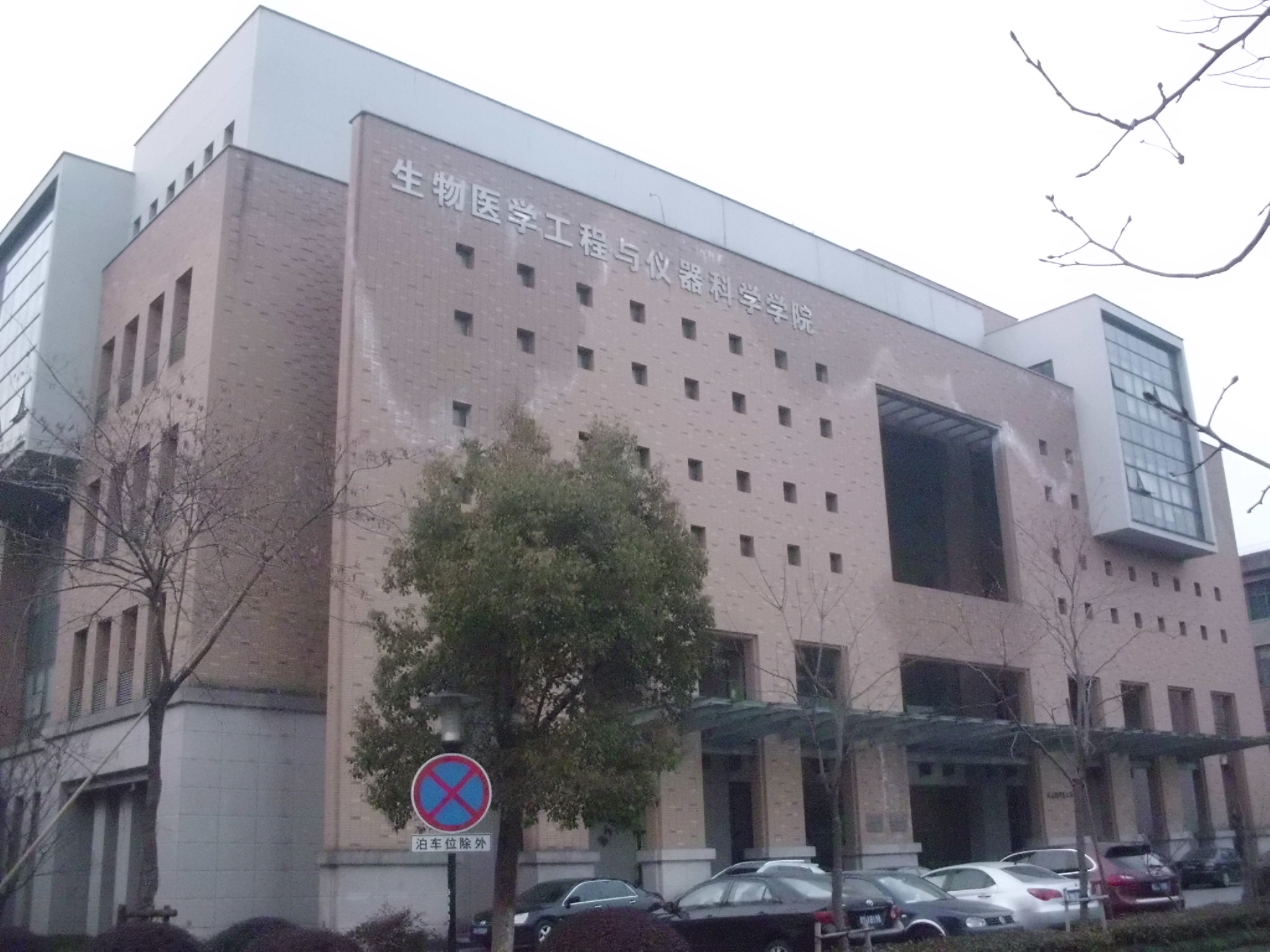
玉泉校区生仪大楼

浙江大学生物医学工程与仪器科学学院（简称生仪学院）是浙江大学的一个学院，设有生物医学工程学系、仪器科学与工程学系2个系，现属于信息学部。学院位于浙江大学玉泉校区。

## 概况
- 硕士点、博士点及博士后流动站：生物医学工程、仪器科学与技术
- 国家重点学科：生物医学工程

学院现有近百人教职工，其中教授13人（含7名博士生导师），副教授40余名。2006年有900多名在校本科生、200多名硕士生、100多名博士生，以及5名在站博士后。

## 科研
- 生物传感器技术国家专业实验室
- 生物医学工程教育部重点实验室
- 浙江省心脑血管、神经系统药物筛选和中药开发及评价重点实验室
- 多媒体综合实验室

学院现有科研实验用房6千多平米，历年获得国家和省部级科技进步奖30余项，多项科研成果处于国内外领先水平。